# Potenca praštevila
Poténca práštevila je v matematiki pozitivna cela potenca praštevila. {\displaystyle 5=5^{1}\,}, {\displaystyle 9=3^{2}\,}, {\displaystyle 16=2^{4}\,} in {\displaystyle 125=5^{3}\,} so na primer potence praštevil, {\displaystyle 6=2\cdot 3\,}, {\displaystyle 15=3\cdot 5\,} in {\displaystyle 36=6^{2}=2^{2}\cdot 3^{2}\,} pa niso. Prve najmanjše potence praštevil so (OEIS A000961):
2, 3, 4, 5, 7, 8, 9, 11, 13, 16, 17, 19, 23, 25, 27, 29, 31, 32, 37, 41, 43, 47, 49, 53, 59, 61, 64, 67, 71, 73, 79, 81, 83, 89, 97, ...
Potence praštevil so tista pozitivna cela števila, ki so deljiva s samo enim praštevilom. Vsako praštevilo je tako tudi potenca praštevila. Prva najmanjša števila, ki niso potence praštevil, so (OEIS A024619):
6, 10, 12, 14, 15, 18, 20, 21, 22, 24, 26, 28, 30, 33, 34, 35, 36, 38, 39, 40, 42, ...

## Značilnosti

### Algebrske značilnosti
Vsaka potenca praštevila (razen potence 2) ima primitivni koren, zato je multiplikativna grupa celih števil modulo {\displaystyle p^{n}\,} (ali enakovredno enotska grupa kolobarja {\displaystyle \mathbf {Z} /p^{n}\mathbf {Z} \,}) ciklična.
Število elementov končnega obsega je vedno potenca praštevila ali obratno, vsaka potenca praštevila je število elementov kakšnega končnega obsega, (ki je edinstven do izomorfizma).